# Robinsonádní hřiště

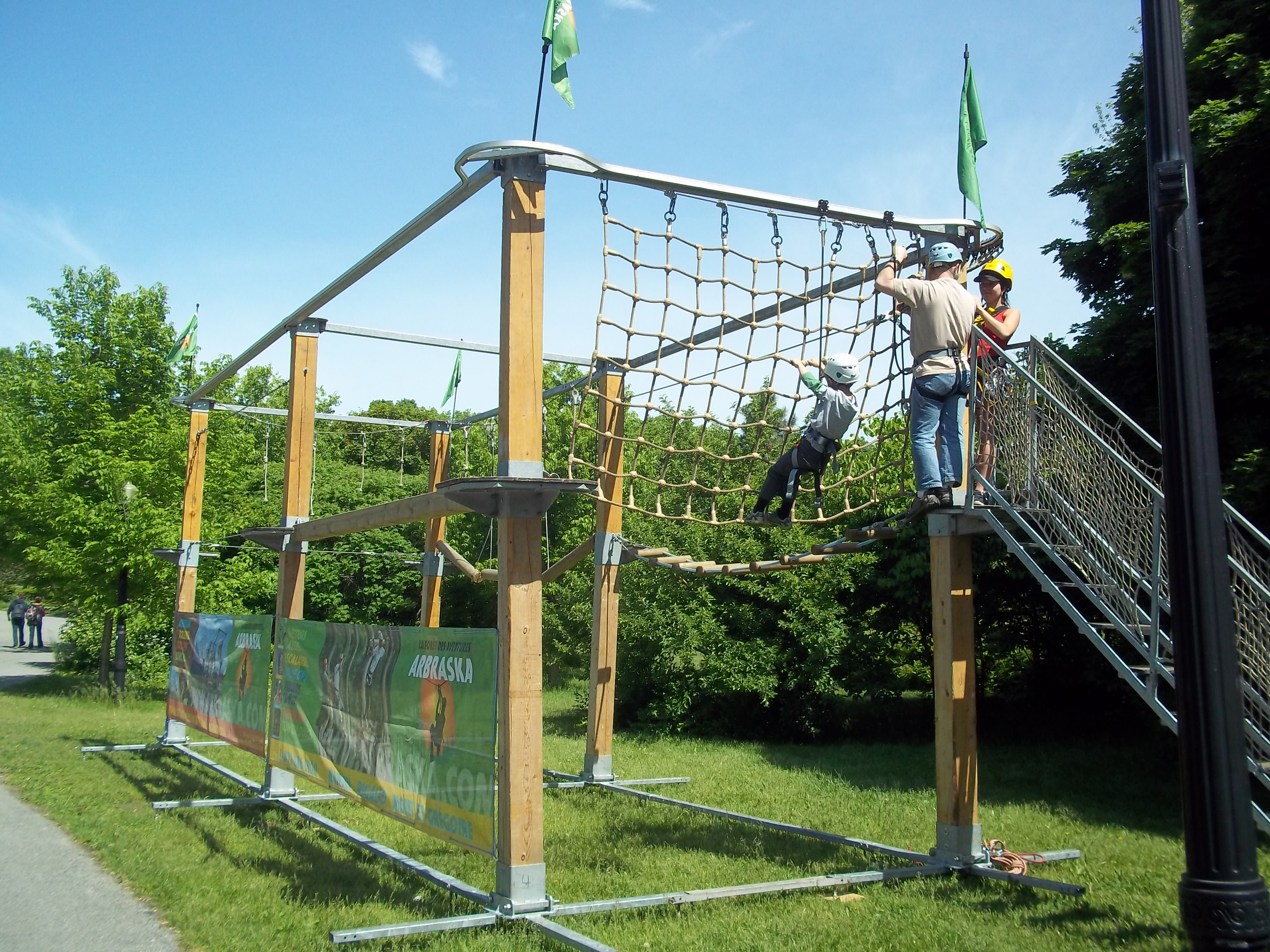

Robinsonádní hřiště je upravený prostor určený pro provozování her starších dětí (6–10, 10–15, 15 a více let). Kromě hrací plochy se na hřišti nachází herní předměty či zařízení. Hřiště umožňuje zábavu prostřednictvím dobrodružných her. V některých případech si mohou děti samy stavět nebo upravovat části herních prvků, pracují se stavebním materiálem a nářadím. Robinsonádní hřiště jsou náročné pro provoz i údržbu. Prvky hřišť musí odpovídat normám zajišťujícím bezpečnost dětí. Některé typy herních prvků mohou vyžadovat ochranné pomůcky (např. šplhací stěny, chodníky s překážkami).

## Materiály

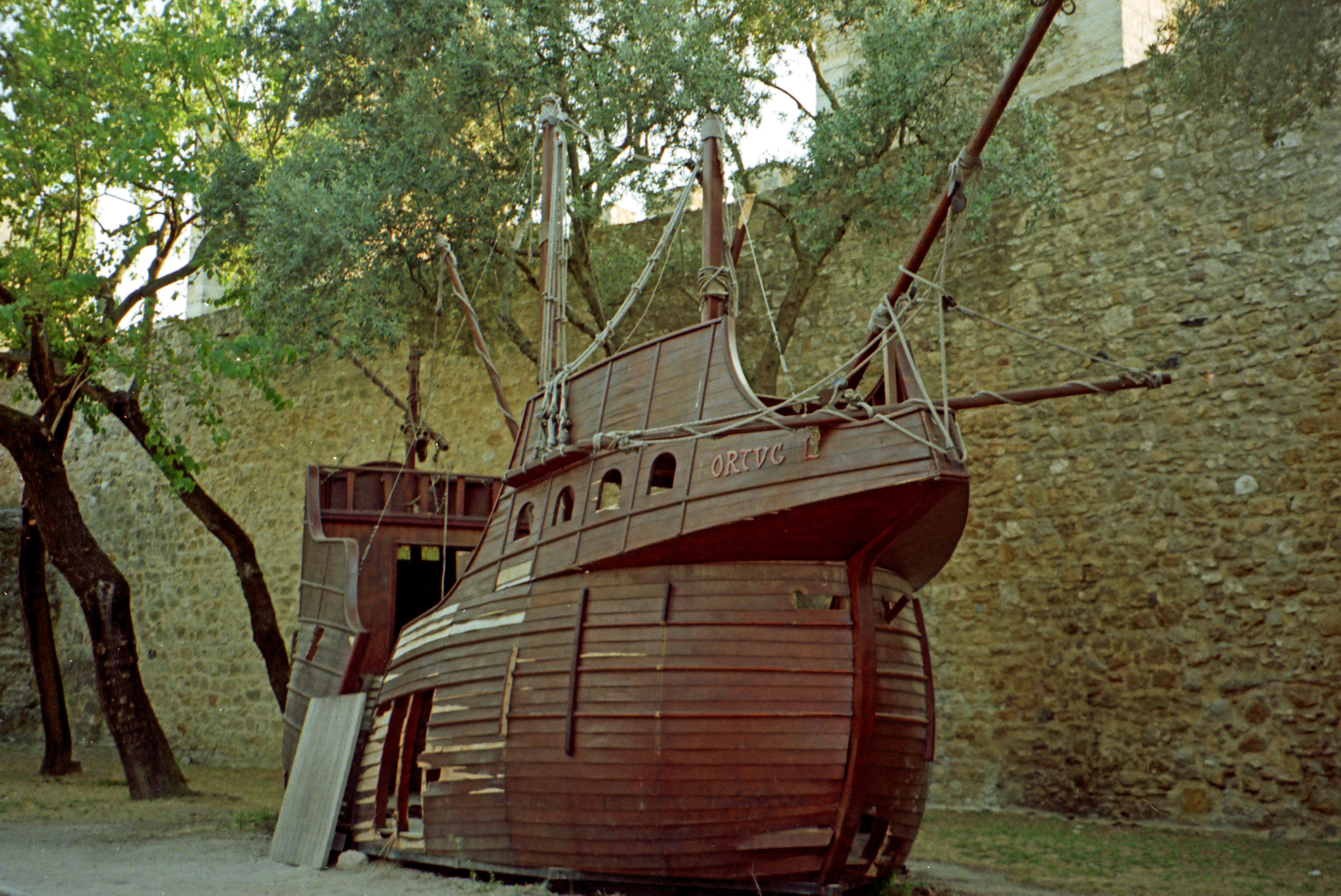

Vhodným materiálem jsou provazy, větve, stavební dřevo, ale ve skutečnosti výběr materiálů je omezen pouze jejich bezpečností pro použití. Hry vyžadují kvalifikovaný dozor.   

## Rizika
Neopatrnost, úmyslně riskantní chování nebo chyby ve hře mohou způsobit oděrky, podlitiny nebo zranění. Hrozby právních postihů a trestů v souvislosti s nehodami dětí při provozu hřišť jsou reálným rizikem. 